# Carrossel (telenovela)
Carrossel é uma telenovela brasileira que foi produzida e exibida pelo SBT em 21 de maio de 2012 até 26 de julho de 2013 em 310 capítulos, substituiu Corações Feridos e foi substituída por Chiquititas. Sucesso de audiência e repercussão, a telenovela do SBT já foi exibida em mais de 90 países, sendo um marco histórico da teledramaturgia da emissora. 
O enredo é um remake da telenovela original argentina Jacinta Pichimahuida, la Maestra que no se Olvida (1966), escrita por Abel Santa Cruz, e da versão mexicana desta, Carrusel (1989), adaptada por Valentín Pimstein e que se tornou conhecida internacionalmente. Foi adaptada por Íris Abravanel, com a colaboração de Carlos Marques, Fany Higuera, Grace Iwashita, Gustavo Braga e Marcela Arantes e supervisão de texto de Rita Valente. A direção foi de Luiz Antônio Piá e Roberto Menezes e direção geral de Del Rangel (nos 30 primeiros capítulos) – depois substituído por Reynaldo Boury.
Conta com Rosanne Mulholland, Larissa Manoela, Jean Paulo Campos, Maisa Silva, Guilherme Seta, Thomaz Costa, Nicholas Torres e Ana Zimerman nos papéis principais da história.

## Antecedentes
Em 1989, Valentín Pimstein escreveu Carrusel, refilmagem da trama argentina escrita por Abel Santa Cruz em 1966, Jacinta Pichimahuida, la Maestra que no se Olvida, baseada de uma tirinha. O romance mexicano, protagonizado por Gabriela Rivero, produzido pela Televisa e exibido pelo El Canal de las Estrellas, ganhou um grande êxito e foi exportada para outros países. Mais tarde, surgiram outras versões da obra: Carrusel de las Américas (1992) e ¡Vivan los niños! (2002). No Brasil, Carrusel foi exibida pelo SBT entre 20 de maio de 1991 e 21 de abril de 1992, substituindo Brasileiras e Brasileiros e sendo substituída por Vovô e Eu, às 20h. O romance obteve muito sucesso e chegou a obter cerca de 16 e 20 pontos. Em 25 de junho de 1991, oscilou 26 pontos, alcançando a vice-liderança.
Após o término de Amigas & Rivais, versão da telenovela mexicana homônima, em janeiro de 2008, que teve baixos índices de audiência, o SBT rompeu o contrato com a Televisa, e começou um projeto de produzir telenovelas brasileiras originais, entrando em concepção Revelação, texto original de Íris Abravanel.
 Após o fim desta, a mesma autora adaptou um texto radiofônico de Janete Clair, Vende-se um Véu de Noiva. Na sequência, Tiago Santiago adapta o folhetim Uma Rosa com Amor, de Vicente Sesso. Por fim, o mesmo autor escreve Amor e Revolução. Todas estas produções brasileiras não tiveram grande êxito. Em 2011, usou o seu arquivo de textos e produziu uma adaptação de La mentira, produzida em 1998 pela rede Televisa, tendo Abravanel como a adaptadora do folhetim. Corações Feridos foi produzida pelo SBT, sendo o primeiro remake mexicano desde 2007, e foi anunciada para estrear em novembro de 2010, engavetada em seguida e lançada em janeiro de 2012.

## Enredo
Helena Fernandes é uma professora jovem e bonita que leva consigo muito amor. Como seu primeiro trabalho efetivo, entra na Escola Mundial para lecionar e ensinar os princípios da vida para a turma do terceiro ano. Usando carinho, paz e afeção conquista todos seus alunos, que por sua vez têm diferentes personalidades: a esnobe Maria Joaquina, o modesto Cirilo Rivera, a extrovertida Valéria Ferreira, o gentil Davi Rabinovich, o protetor Jaime Palillo, o travesso Paulo Guerra, o rebelde Mário Ayala, a humilde Carmen Carrilho, o sincero Daniel Zapata, o Tranquilo Adriano Ramos, a romântica Laura Gianolli, a frágil Marcelina Guerra, o metido Jorge Cavalieri, a criativa Margarida Garcia, a corajosa Alícia Gusman, a simpática Bibi Smith e o Agitado Kokimoto Mishima. Na escola, a professora tem o apoio dos funcionários Firmino e Graça que adoram os alunos. Porém Helena tem que aguentar as regras e exigências de Olívia, a diretora da instituição e a inveja de Suzana, uma professora que entra para substituí-la durante um período, e depois entra definitivamente em outra turma.
Fora da escola, as crianças formam um clube liderado por Daniel chamado "Patrulha Salvadora", que anteriormente se chamava "Clube dos Cuecas" onde se reúnem numa casa abandonada, neste grupo, eles ajudam outras crianças que não estudam na Escola Mundial, tais como, o cadeirante Tom que vive com sua mãe, Glória que é professora; Clementina, uma garota que é presa dentro de sua própria casa e Abelardo Cruz, um garoto travesso que mora com o seu avô, que por sua vez está brigado com o seu pai.
A trama se passa na Escola Mundial, que por sua vez, é coordenada pela severa e organizada Diretora Olívia. O português Firmino Gonçalves e a atrapalhada Graça são os encarregados de limpar e vigiar a escola. Durante o cotidiano das personagens, Mário Ayala é amargurado pela morte de sua mãe, a ausência do pai e a severidade da madrasta, Cirilo sofre com o preconceito de Maria Joaquina e Jorge Cavalieri, Jaime, com as notas baixas, Marcelina atura as travessuras do irmão Paulo e Carmen consente as brigas dos pais.
Adriano mora com sua mãe e seus amigos imaginários, entre eles, a meia falante Chulé, Cirilo mora com seus pais José e Paula Rivera, Carmen vive com seu irmão Eduardo e seus pais Inês e Frederico Carrilho, Maria Joaquina vive com sua empregada-babá Joana e seus pais Clara e Miguel Medsen, Paulo e Marcelina moram com seus pais Lilian e Roberto Guerra, Valéria mora com seus pais Rosa e Ricardo Ferreira, Davi mora com sua avó Sara e seus pais Isaac e Rebeca Rabinovich, Jaime vive com seu irmão Jonas e seus pais  Rafael e Eloísa Palillo e Jorge mora com seus pais Alberto e Rosana Cavalieri.

René, um antigo amigo escolar de Suzana, é contratado na Escola Mundial para substituir a professora de música, Matilde. Ao conhecer Helena em uma festa de Maria Joaquina, se apaixonam, porém Suzana também é apaixonada por ele e conta diversas mentiras para Helena se afastar dele.

Maria Joaquina ajuda Cirilo a vencer corrida contra Jorge Cavalieri

Após uma aposta na loteria, José Rivera se torna milionário e compra um mini carro, semelhante ao de Jorge, para seu filho. Então, os alunos planejam uma corrida entre Cirilo e Jorge, mas com medo de perder, Jorge contrata seus primos para estragar o carro de Cirilo e adapta o seu para atrapalhar o garoto durante a disputa. Maria Joaquina descobre o plano de seu amigo e decide ajudar, de forma secreta, Cirilo na corrida. Portanto o garoto vence a competição, descobre a verdade e recebe um beijo no rosto de Maria Joaquina, que se torna sua amiga.
Os pais de Carmen fazem as pazes e Frederico consegue um bom emprego, Mário Ayala reconcilia com sua madrasta Natália, pois Mário a encontra desmaiada e a ajuda, e se tornam amigos, Adriano resgata Chulé após uma tentativa desesperada de fuga, Valéria e Davi fazem um juramento de casamento, Margarida pede Daniel em namoro mas o garoto recusa e entram em consenso, Matilde viaja para África em uma missão espiritual, Tom e Glória se mudam para o interior, o pai de Clementina a leva para morarem juntos, Abelardo volta para casa após fugir com Paulo e os alunos descobrem que, no passado, a casa abandonada era residência de uma família judia que estava fugindo da Segunda Guerra Mundial.
A prova final dada por Olívia assusta Cirilo, Mário, Laura, Paulo e Jaime. Em uma tentativa desesperada de roubar o teste, eles são flagrados por Firmino, que os ajudam a estudar. De forma honesta, todos os alunos são aprovados porém Jorge, para se vingar de sua derrota na corrida, avisa a diretora sobre a tentativa do roubo. Entretanto, Firmino explica aos pais que não houve nenhuma injustiça e as crianças são perdoadas.
Suzana quer se vingar de Helena, que está namorando René, e envia fotografias para os pais dos alunos uma vez que é proibido o relacionamento entre professores. Em uma discussão entre Suzana e Helena na sala dos diretores, Valéria, que presenciava a situação, ativou o microfone da escola e todos descobriram a história. A professora foi demitida e ficou vigiando os planos de René e Helena. Nas férias, as crianças descobrem que a mãe de Olívia sofre de alzheimer e por isso, a diretora é tão severa. Os alunos preparam uma surpresa para elas e as emociona. Olívia pede desculpa por ter sido tão brava e injusta, e reconhece o amor dos alunos e da professora.
René prepara uma surpresa para Helena porém Suzana os atrapalha, prende sua inimiga e segue o professor para tentar conquistá-lo. Após conseguir se soltar, Helena vai até o local de encontro, a ferroviária, mas se surpreende ao ver Suzana o beijando à força. A professora foge de René e se sente traída. Os alunos tentam ajudar os dois e preparam uma surpresa: as crianças colocam placas soletrando as frases "me perdoa" e "casa comigo". Helena se emociona e aceita o pedido. René e Helena se casam em uma estação de trem.
A trama termina em um sonho das crianças sobre o futuro: Daniel funda um centro de ajuda às crianças carentes sob o nome de Patrulha Salvadora; Kokimoto muda-se para o Japão e se torna um samurai; Paulo se elege a deputado federal; Marcelina trabalha como assessora pessoal de seu irmão; Alícia conduz-se à carreira de piloto; Bibi se estabelece na carreira de atriz; Jorge fiscaliza os valores da Bolsa; Carmen realiza seu desejo de ser professora; Jaime segue como futebolista; Mário se torna veterinário; Davi casa com Valéria, que vira apresentadora de televisão, e é pai de trigêmeas; Laura integra-se como escritora; Adriano constrói sua estação lunar; Margarida trabalha como modelo e Maria Joaquina é sua estilista, agora casada com Cirilo, que é neurocirurgião. Quando o narrador termina de relatar o que se passava com cada um dos personagens, a cena foi interrompida por Adriano pensativo em sua cama: “Será que o futuro vai ser assim?”, ele se pergunta. Após isso, todos os personagens se reúnem para cantar o tema de abertura da novela.

## Elenco

Elenco infantil da novela

Rosanne Mulholland interpretou Helena Fernandes, uma jovem que assume o cargo de professora efetiva do terceiro ano da Escola Mundial, Cirilo Rivera (Jean Paulo Campos) se apaixona e é maltratado por uma colega por ser pobre e negro, seguido dos alunos Marcelina (Ana Zimerman), Kokimoto (Matheus Ueta), Valéria (Maisa Silva), Jaime (Nicholas Torres), Alícia (Fernanda Concon), Paulo (Lucas Santos), Carmen (Stefany Vaz), Daniel (Thomaz Costa), Bibi (Victória Diniz), Davi (Guilherme Seta), Clementina (Kiane Porfírio), Adriano (Konstantino Atan), Margarida (Esther Marcos), Mário (Gustavo Daneluz), Laura (Aysha Benelli), Jorge (Leo Belmonte), Abelardo Cruz (Henrique Filgueiras). Larissa Manoela interpretou a mimada Maria Joaquina.
Lívia Andrade interpretou Suzana, a substituta de Helena e tenta arrebatar o coração das crianças e fará de tudo para ocupar o posto da titular do cargo e conquistar René (Gustavo Wabner), que substituiu a professora de música Matilde (Ilana Kaplan) após a mesma abandonar o cargo por causa das travessuras dos alunos do terceiro ano e se juntar a uma missão espiritual. Conta com a diretora Olívia (Noemi Gerbelli), o adorável zelador Firmino Gonçalves (Fernando Benini), a atrapalhada Graça (Márcia de Oliveira) e uma participação da supervisora Bernadete (Cris Poli).
Adicionado pela própria autora da telenovela, o personagem Tom, vivido por João Lucas Takaki, é um cadeirante na trama, filho de Glória, professora de inglês dos alunos, interpretada por Tereza Villela Xavier. Há também outra cadeirante, Nina (Bruna Carvalho), que seria a antiga dona de rabito; os dois homenagearam os bonecos símbolos do Teleton, Tom e Nina.

## Produção
As filmagens começaram em 17 de outubro de 2011 e antes, em 29 de agosto de 2011, aconteceu um workshop de aperfeiçoamento para os personagens. Na coletiva de imprensa, que aconteceu em 7 de maio de 2012, o diretor Reynaldo Boury comentou sobre as expectativas na audiência, citando o Jornal Nacional, que foi um dos concorrentes da versão original e das outras concorrentes, assegurando que "o mais importante para o SBT é fazer um trabalho de qualidade e ter um bom produto que agrade a todos." A autora Íris Abravanel, na mesma coletiva, assegurou que sua experiência como professora de ensino fundamental ajudou-a a adaptar a novela.
Voltada para o público infanto-juvenil, a trama tratou de temas tradicionais para a fase — embora criticada pela infantilidade excessiva, conforme notaria Fernando Oliveira, do site iG, que disse que tantas cores o lembrava "um parque de diversões". Após seu término, a emissora investiu na produção de três obras derivadas da novela: a série Patrulha Salvadora e os filmes Carrossel: O Filme e Carrossel 2: O Sumiço de Maria Joaquina. Priscilla Alcântara e Yudi Tamashiro interpretaram o tema de abertura, "Carro-céu", presente em Carrossel: Volume 1, que por sua vez obteve o disco de platina. O elenco ainda recebeu outras consagrações, tais como o Meus Prêmios Nick, Contigo! e Troféu Imprensa.
O último capítulo da telenovela foi gravado em fevereiro de 2013, totalizando 4036 cenas em 240 dias e 1440 horas. As filmagens aconteceram no Estúdio 7 da emissora, em quatro dias da semana e seis horas diárias. Outros núcleos externos foram gravados em março e a trama permaneceu no ar até meados de julho do mesmo ano. As cenas finais da novela ocorreram no circo Tihany, em São Paulo. A gravação foi marcada por diversos shows, números de mágica e o beijo dos personagens Cirilo e Maria Joaquina. Os espetáculos foram comandados pela apresentadora Eliana e houve a participação da banda Restart e das cantoras Simony, Roberta Tiepo e MC Jenny. No final, todos do elenco agradeceram ao público e se emocionaram sob uma chuva de papel.

### Escolha do elenco
Cinco mil crianças se cadastraram para seis fases de testes de atuação, em que contracenavam como se estivessem em uma gravação, improvisando as falas e as ações dos personagens. Os atores mirins passavam cerca de uma hora sendo avaliados e, a cada fase, alguns iam sendo eliminados e outros progrediam. Durante um período, os testes foram feitos no programa dominical Domingo Legal, em que montaram uma sala de aula e os candidatos, de 7 a 9 anos, fizeram algumas cenas, dirigidas por Del Rangel (antigo diretor da telenovela), porém não foi feita nenhuma desclassificação. O ator Henrique Filgueiras, que iria interpretar o personagem Jorge, foi substituído por Leo Belmonte, mesmo tendo gravado algumas cenas. Com isso, o ator foi colocado para interpretar Abelardo Cruz.
Maisa Silva, que apresentou Sábado Animado, Domingo Animado, Bom Dia & Cia. e Carrossel Animado, foi cotada para fazer a telenovela sem nenhum teste uma vez que a apresentadora de televisão já estava no ar há quatro anos no SBT.

### Cenário e caracterização
A Escola Mundial foi o cenário da maior parte das tramas da telenovela. Uma casa abandonada que se torna sede da organização "Patrulha Salvadora" é o cenário dos planos e aventuras das personagens. Para a caracterização dos alunos foi desenvolvido um uniforme diferente da versão mexicana, em que pautam-se pelo uso de tons amarelos e cinzas, uma gravata e meia branca. Uma outra forma de diferenciar a trama brasileira foi estabelecer que os alunos estudariam no terceiro ano enquanto que na mexicana, cursavam o segundo ano.
O título da telenovela, Carrossel, é uma referência à banda criada pelos próprios alunos da professora Helena. O nome da banda originou-se de uma sugestão do personagem Jaime, que dizia que seu pai trabalhava com carros e o céu representava amor e união, surgindo a junção de carro e céu, que também sonorizava o brinquedo carrossel.

### Divulgação

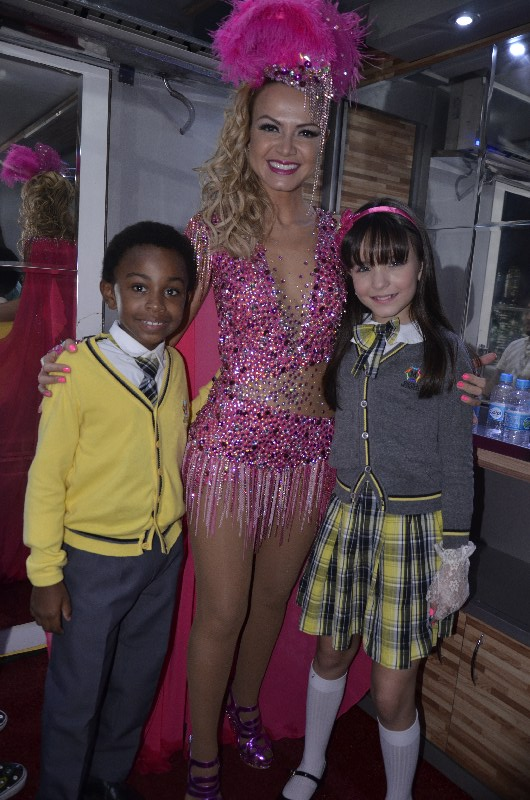
Com intuito de divulgação, Jean Paulo Campos, Eliana e Larissa Manoela participam do carnaval de Salvador.

As primeiras prévias começaram a ser veiculadas em 17 de março de 2012, com duração aproximada de quinze segundos e em inserções de um segundo feitos durante a programação da emissora.
Para a divulgação da novela, o SBT realizou um especial do programa Sábado Animado de duração de cinco horas com a presença dos apresentadores Priscilla, Yudi e da dupla de palhaços Patati Patatá com a participação do elenco da novela no dia 19 de maio. O especial se estendeu ao dia seguinte aos programas Domingo Legal e Eliana. No início do mês de janeiro de 2013, a emissora original da telenovela propôs o lançamento da versão em desenho animado, sendo que houve uma pré-produção e uma pretensão de exibi-lo nas manhãs nos programas infantis ou à noite após Chiquititas. Além disso, promoveram musicais com a participação do maestro Júlio Medaglia em São Paulo. Outros programas de auditório da emissora, como Silvio Santos, Raul Gil, Cante se Puder, Teleton e Astros, convidaram atores e cantores dos temas da telenovela, que participavam de quadros dos programas.
No carnaval de Salvador, a apresentadora Eliana convidou os atores Jean Paulo Campos e Larissa Manoela, caracterizados por seus respectivos personagens, para participar da folia baiana no Bloco Happy. O futebolista Neymar fez uma participação como técnico de futebol da Escola Mundial em março de 2013, na qual as cenas foram gravadas na Vila Belmiro, em Santos. Anna Livya Padilha, a atriz que interpretou a "Menina-Fantasma" no Programa Silvio Santos, fez uma participação especial, em que ela assustava alguns personagens da trama e afirmou que, enquanto amedrontava uns, fazia outros sorrirem. Os atores Matheus Ueta, Jean Paulo Campos, Ana Zimerman e Maisa Silva, de forma rotativa, substituíram Priscilla Alcântara e Yudi Tamashiro no infantil Bom Dia & Cia., que ficaram à frente da atração desde 2005.
Após o fim da telenovela, a emissora estreou a sessão de desenhos Clube do Carrossel, apresentado por Matheus Ueta e Ana Zimerman representando seus respectivos personagens no cenário da Escola Mundial. O programa, apresentado às 18h15min, exibiu clássicos da Warner e trechos da trama. Ainda, a emissora produziu, com parte do elenco, o seriado Patrulha Salvadora, exibido em quatro temporadas entre 11 de janeiro de 2014 e 24 de janeiro de 2015.

## Exibição
O primeiro capítulo de Carrossel foi exibido no dia 21 de maio de 2012, substituindo Corações Feridos, na faixa das 20h30min pelo SBT. A telenovela infanto-juvenil foi exibida de segunda a sexta, com a classificação indicativa de livre para todos os públicos. Por conta do horário político, Carrossel começou a ser exibida das 19h50 às 20h30 a partir do dia 21 de agosto de 2012 para todo o Brasil e em 19 de outubro de 2012, por causa do segundo turno em São Paulo, foi exibida das 20h15min às 20h30min, sendo interrompida pela propaganda política, voltando em seguida. O último capítulo da trama foi ao ar em 26 de julho de 2013, dividindo horário e sendo exibido após o décimo capítulo de Chiquititas. Devido ao seu enorme sucesso, houve rumores que o SBT lançaria uma segunda temporada em 2013, que seria precedida por outra novela assinada por Tiago Santiago. Após a não renovação de contrato do autor com a emissora, ficou decidido continuar as adaptações de textos mexicanos com a equipe de Íris Abravanel.

### Reprises
Começaram a ser divulgadas na programação do SBT as chamadas da reprise da novela, que seria reexibida dez dias após seu término, a partir de 5 de agosto de 2013, às 18h30min, substituindo a sessão infantil Clube do Carrossel. Murilo Fraga, diretor geral da emissora, afirmou sobre um presente aos fãs da trama e comentou que "[o curto período das exibições se deve] ao mês de aniversário do SBT." Na mesma semana, após pedidos de telespectadores e de Silvio Santos, a emissora decidiu não mais reprisar a novela. Vinte dias após cancelar, o SBT agendou a retransmissão para 2 de setembro, a partir das 18h30min. Com isso, a emissora passou a ter em sua programação diária sete telenovelas: Marimar, Cuidado com o Anjo, Rubi, O Privilégio de Amar, Carrossel, Chiquititas e Rebelde. O canal voltou atrás novamente e colocou chamadas anunciando a volta do Aqui Agora, tirando a telenovela do ar em 20 de setembro de 2013, após 15 capítulos exibidos. O cancelamento foi anunciado durante o intervalo comercial de Chiquititas. Posteriormente, o telejornal teve seu nome alterado para Boletim de Ocorrências e no dia seguinte, o título do programa mudou mais uma vez, passando a ser chamado de SBT Notícias. As alterações no título do programa também foram feitas por decisão de Silvio Santos.
Em 2014, o SBT planejava reexibir Carrossel, no entanto, somente no final de janeiro de 2015 a volta foi confirmada e as primeiras chamadas começaram a ir ao ar. Mais tarde, foi anunciado que a reexibição se iniciaria em 16 de março de 2015, substituindo Rebelde no horário das 21h15min. A reprise chegou ao fim no dia 13 de setembro de 2016, totalizando 392 capitulos, sendo substituída no horário pela reexibição de Chiquititas. Foi reexibida pela terceira vez de 6 de agosto de 2018 a 8 de março de 2019, em 152 capítulos, substituindo a mexicana inédita Amanhã É para Sempre e sendo substituída pela série mexicana A Rosa dos Milagres, às 18h15min. A novela não foi levada ao ar nos dias 19 e 26 de setembro e 23 de outubro devido às exibições de debates das Eleições 2018.
Foi reexibida pela quarta vez de 16 de maio a 2 de setembro de 2022, em 80 capítulos, apenas para o SBT São Paulo e praças sem programação local, substituindo o programa de vídeos da internet Noticias Impressionantes e sendo substituído por Os Pequenos Johnstons na faixa das 12h. A novela foi escalada junto com Esmeralda, também com exibição local, e Paixões de Gavilanes, com exibição nacional, com o objetivo de levantar os índices de audiência do horário vespertino. No entanto, em 31 de agosto de 2022, a novela sofreu um pulo de 107 capítulos, tendo o seu desfecho adiantado sem aviso prévio. Segundo o SBT, a antecipação do final da novela se trata de uma reformulação na grade vespertina, apesar da trama ter reconquistado o terceiro lugar no almoço e elevado os índices, chegando a ficar na vice-liderança algumas vezes.

### Exibição nas plataformas digitais
Todos os capítulos da reprise exibida entre 2018 e 2019 estão disponíveis no canal da telenovela no YouTube e no aplicativo SBT Vídeos.
Em 1 de julho de 2021, a trama foi disponibilizada na íntegra na Netflix.
Outras mídias
A novela se encontra disponível no +SBT com os 310 capítulos originais, na versão íntegral nos anos de 2012 e 2013.
Está sendo exibida pelo canal +Kids no streaming +SBT desde 14 de outubro de 2024.

### Exibição internacional
Carrossel estreou na Indonésia em 3 de junho de 2013 pela rede de televisão Trans7, obtendo grande sucesso. Pela TV Zimbo, a telenovela foi exibida em Angola às 19h05min, de segunda a sábado, atualmente está sendo reprisada aos sábados e domingos às 10h00min pelo mesmo canal. Na Bolívia estreou pela Red UNO no dia 4 de janeiro de 2014, sendo exibida aos sábados e domingos pelas manhãs. Carrossel também é apresentada pelo canal equatoriano Ecuavisa de segunda a sexta às 15h30min, no sinal Sierra. Estreou na Nicarágua pela Televicentro em 19 de maio de 2014, sendo exibida de segunda a sexta às 16h00. No final de 2014 estreou na Costa Rica pelo canal Repretel às 19hrs e na República Dominicana pelo canal Telesistema 11, onde é exibida às 15hrs. Em 14 de janeiro de 2015 estreou na grade da Televen da Venezuela, sendo exibida de segunda a sexta às 17hrs. Estreou no Quênia no dia 19 de janeiro de 2015 pelo canal Citizen TV. Em 23 de junho de 2015 estreou em Moçambique pela Record Moçambique com o slogan "a novela que vai unir a família moçambicana". Em 1º de julho de 2015 estreou no Paraguai pela LaTele. No dia 12 de outubro de 2015 estreou no Chile pela TVN sendo exibida às 18h30. Na Escócia, Inglaterra, Irlanda, Irlanda do Norte e País de Gales carrossel esta sendo exibida dublada em inglês no canal My Channel desde o dia 2 de maio de 2016. No Peru a novela está sendo transmitida na TV aberta desde o dia 2 de janeiro de 2017 pela América TV. Atualmente, a novela é exibida em mais de 90 países.
| “ | Eu gostaria de dar as boas-vindas às pessoas da Indonésia, que deixaram recados para mim por aqui. Eu espero que vocês estejam gostando de ‘Carrossel’. | ” |

| País                 | Canal          | Ano de estreia |
| -------------------- | -------------- | -------------- |
| Angola               | TV Zimbo       | 2013           |
| Indonésia            | Trans7         | 2013           |
| Bolívia              | Red UNO        | 2014           |
| Equador              | Ecuavisa       | 2014           |
| Nicarágua            | Televicentro   | 2014           |
| Gana                 | 4Kids          | 2014           |
| República Dominicana | Telesistema 11 | 2014           |
| Costa Rica           | Repretel       | 2014           |
| Moçambique           | TV Miramar     | 2015           |
| Venezuela            | Televen        | 2015           |
| Quênia               | Citizen TV     | 2015           |
| El Salvador          | TCS Canal 2    | 2015           |
| Paraguai             | LaTele         | 2015           |
| Chile                | TVN            | 2015           |
| Hungria              | Super TV2      | 2015           |
| Inglaterra           | My Channel     | 2016           |
| Escócia              | My Channel     | 2016           |
| Irlanda do Norte     | My Channel     | 2016           |
| País de Gales        | My Channel     | 2016           |
| Irlanda              | My Channel     | 2016           |
| Albânia              | Record Europa  | 2016           |
| Alemanha             | Record Europa  | 2016           |
| Andorra              | Record Europa  | 2016           |
| Armênia              | Record Europa  | 2016           |
| Áustria              | Record Europa  | 2016           |
| Azerbaijão           | Record Europa  | 2016           |
| Bélgica              | Record Europa  | 2016           |
| Bielorrússia         | Record Europa  | 2016           |
| Bósnia e Herzegovina | Record Europa  | 2016           |
| Bulgária             | Record Europa  | 2016           |
| Cazaquistão          | Record Europa  | 2016           |
| Chipre               | Record Europa  | 2016           |
| Croácia              | Record Europa  | 2016           |
| Dinamarca            | Record Europa  | 2016           |
| Eslováquia           | Record Europa  | 2016           |
| Eslovênia            | Record Europa  | 2016           |
| Espanha              | Record Europa  | 2016           |
| Estónia              | Record Europa  | 2016           |
| Finlândia            | Record Europa  | 2016           |
| França               | Record Europa  | 2016           |
| Geórgia              | Record Europa  | 2016           |
| Grécia               | Record Europa  | 2016           |
| Hungria              | Record Europa  | 2016           |
| Irlanda              | Record Europa  | 2016           |
| Itália               | Record Europa  | 2016           |
| Islândia             | Record Europa  | 2016           |
| Letónia              | Record Europa  | 2016           |
| Liechtenstein        | Record Europa  | 2016           |
| Lituânia             | Record Europa  | 2016           |
| Luxemburgo           | Record Europa  | 2016           |
| Macedônia do Norte   | Record Europa  | 2016           |
| Malta                | Record Europa  | 2016           |
| Moldávia             | Record Europa  | 2016           |
| Mónaco               | Record Europa  | 2016           |
| Montenegro           | Record Europa  | 2016           |
| Noruega              | Record Europa  | 2016           |
| Países Baixos        | Record Europa  | 2016           |
| Polónia              | Record Europa  | 2016           |
| Portugal             | Record Europa  | 2016           |
| Reino Unido          | Record Europa  | 2016           |
| Chéquia              | Record Europa  | 2016           |
| Roménia              | Record Europa  | 2016           |
| Rússia               | Record Europa  | 2016           |
| San Marino           | Record Europa  | 2016           |
| Sérvia               | Record Europa  | 2016           |
| Suécia               | Record Europa  | 2016           |
| Suíça                | Record Europa  | 2016           |
| Turquia              | Record Europa  | 2016           |
| Ucrânia              | Record Europa  | 2016           |
| Vaticano             | Record Europa  | 2016           |
| Ilhas Åland          | Record Europa  | 2016           |
| Ilhas Feroé          | Record Europa  | 2016           |
| Gibraltar            | Record Europa  | 2016           |
| Guernsey             | Record Europa  | 2016           |
| Ilha de Man          | Record Europa  | 2016           |
| Jersey               | Record Europa  | 2016           |
| Kosovo               | Record Europa  | 2016           |
| Colômbia             | Citytv         | 2016           |
| Japão                | Record Japão   | 2016           |
| México               | Tiin           | 2016           |
| Bolívia              | Tiin           | 2016           |
| Argentina            | Tiin           | 2016           |
| Belize               | Tiin           | 2016           |
| Chile                | Tiin           | 2016           |
| Colômbia             | Tiin           | 2016           |
| Costa Rica           | Tiin           | 2016           |
| Equador              | Tiin           | 2016           |
| El Salvador          | Tiin           | 2016           |
| Guatemala            | Tiin           | 2016           |
| Honduras             | Tiin           | 2016           |
| Nicarágua            | Tiin           | 2016           |
| Paraguai             | Tiin           | 2016           |
| Peru                 | Tiin           | 2016           |
| Uruguai              | Tiin           | 2016           |
| Venezuela            | Tiin           | 2016           |
| Panamá               | Tiin           | 2016           |
| República Dominicana | Tiin           | 2016           |
| Peru                 | América TV     | 2017           |
| Paraguai             | Red Guarani    | 2018           |

### Vinheta de abertura
Priscilla Alcântara e Yudi Tamashiro interpretam o tema de abertura da novela, "Carro-céu", baseado na canção original da banda Super Feliz. Produzida pela SBT Music, a vinheta de abertura da telenovela conta com imagens de obras do artista plástico Carlos Marques e foi filmada por Fany Higuera. As imagens presentes fazem uma referência à rotina das crianças; dos funcionários, satirizando o humor da personagem de Márcia de Oliveira e da severidade da diretora, logo após, representando a felicidade da superação dos problemas dos alunos de Helena, em que todos estão girando em um carrossel. A abertura é sucedida por clipes de outras músicas da telenovela, entre eles, "Bom, Bom, Bom", "Beijo, Beijinho, Beijão" e "Mexe Mexe".

### Conteúdo transmídia
Na internet, Carrossel foi um dos assuntos mais comentados, ficando em 7º lugar, de acordo com a TV Square e possuiu 1,75% das menções nas redes sociais. O portal Mundo Positivo comentou sobre a popularidade da telenovela no mundo virtual: "a trama conquistava o cobiçado espaço na chamada ‘time line’. Especialistas dizem que hoje em dia, a popularidade na WEB é quase tão necessária quanto a na televisão. Não é à toa que qualquer nova atração tem como seu principal meio de divulgação a rede mundial de computadores."
A página oficial de Carrossel no Facebook superou a marca de 3 milhões de fãs. O último capítulo do romance infanto-juvenil repercutiu bastante na internet e vários personagens tiveram seus nomes entre os assuntos mais comentados do Brasil no Twitter.

## Trilha sonora
O tema de abertura da novela, "Carro-céu", é interpretado por Priscilla Alcântara e Yudi Tamashiro. A trilha sonora conta ainda com cantores como Chico Buarque, Simony e Arnaldo Antunes. Priscilla Alcântara, além de gravar o tema inicial, gravou também a música "A Ciranda da Bailarina", de Chico Buarque, e Eliana gravou a música "Ao Mestre com Carinho". Com o sucesso do primeiro CD, o SBT alcançou o nível de "disco de platina", vindo em seguida, o segundo CD com vinte e três faixas, entre eles "A Banda", "Rock das Lanchonetes", "Pertinho de Mim" e "Doze Coisinhas À Toa que nos Fazem Felizes". Um disco de remixes dos maiores sucessos foi lançado na reta final da trama.
Ainda com produção da gravadora SBT Music, direção de Arnaldo Saccomani e distribuição da Building Records, foi lançado no dia 13 de dezembro de 2012 o Carrossel Video Hits, um DVD com dezessete videoclipes de canções lançados nos dois primeiros álbuns, junto com um pôster autografado pelo elenco, que gerou uma venda de 120 mil cópias. Dentre as faixas estão "Aquarela", de Toquinho; "O Sol e a Lua", da banda Pequeno Cidadão; "Rabito", com Marlei Cevada (Nina); e "Varinha de Condão" tem a composição de Arnaldo Saccomani e sua filha Thais Nascimento com Matheus Santos, interpretada por Maisa Silva. Um especial no programa Astros, com apresentações ao vivo, foi lançado em CD e DVD em maio de 2013.
Todos os produtos musicais da novela já venderam cerca de 800 mil cópias, até o meio de 2013.

## Repercussão

### Audiência
| “ | Não imaginava que a novela fosse um fenômeno, mas sabia que daria boa audiência. | ” |

Alvo de grande divulgação nos dias que antecederam sua estreia, a telenovela alcançou, em seu primeiro capítulo, uma média de 13,4 pontos na Grande São Paulo, vice-liderança em quatorze das quinze capitais que possuem o serviço de medição de audiência e vice no geral pelo Painel Nacional de Televisão (PNT), alavancando a audiência da emissora que no horário ficava entre 5 pontos. Os capítulos seguintes apresentaram resultados melhores ou semelhantes: 15 pontos e um máximo de 16 no segundo dia, 12 no terceiro e quarto e 11 no quinto, assim seguindo na vice-liderança. Um resumo de todos os capítulos apresentados, ainda na primeira semana, marcou 6 pontos. Após um mês conseguindo resultados satisfatórios, no dia 11 de julho de 2012 a novela conseguiu apenas 9 pontos, repetindo seu recorde de audiência com quinze pontos seis dias depois, na frente da telenovela Rebelde persistindo em segundo lugar. Seu pico de audiência mais alto foi conseguido no dia 13 de setembro de 2012, quando a novela alcançou 14 pontos com picos de 19.1 pontos, ficando assim próximo da liderança (ocupada no dia pelo Jornal Nacional da Globo) e alcançando um índice há muito tempo não visto no SBT, no setor de dramaturgia. Com isso, continuou dando bons índices por vários meses, permanecendo em segundo lugar na Grande São Paulo, concorrendo com o reality show Fazenda de Verão e a novela Balacobaco. Durante o mês de novembro e dezembro de 2012, Carrossel conseguiu ótimos índices de audiência, conseguindo por várias vezes cerca de 15 pontos. No primeiro dia do ano de 2013, teve sua a pior audiência, até então, consolidando 7 pontos, segundo o Ibope, porém a partir do segundo dia, eleva novamente os pontos. O último capítulo registrou, na Grande São Paulo, 14 pontos, com picos de 17, ficando na vice-liderança isolada, porém não batendo seu recorde como era esperado. Com isso, Carrossel registrou uma média de 12,3 pontos, superando a meta de 7 pontos.
Em Goiânia e em sua região metropolitana liderou algumas vezes em 2012 e foi o produto de maior audiência da afiliada com cerca de 20 pontos. No Rio de Janeiro, a telenovela manteve bons índices, não tão quanto os de São Paulo, porém chegou a obter 14 pontos. Em Belo Horizonte, Carrossel manteve uma média relativa a 4,6 vezes que a RecordTV Minas. A TV Alterosa, afiliada do SBT, era assistida por aproximadamente 1.653 telespectadores. Em outras regiões do Brasil, manteve índices semelhantes: 9 pontos em Salvador, 13 pontos em Fortaleza, 7 pontos em Porto Alegre, 16 pontos em Brasília e 11 pontos em Recife pela Tv Jornal afiliada do SBT no estado .
Na estreia de sua reprise, em 16 de março de 2015, a telenovela alcançou 11,8 pontos na Grande São Paulo segundo o Ibope, tendo 13,5 de pico e 17,4% de share, contra 30,8 de Babilônia e 5,8 de Vitória, ficando na vice-liderança isolada. Em 14 de maio de 2015, a telenovela conquistou  a vice-liderança isolada com 14 pontos de média. Em 15 de junho de 2016, atingiu 14,6 pontos, mantendo-se no segundo lugar isolado em sua reta final. Seu último capítulo, em 13 de setembro, obteve 12 pontos e pico de 13, garantindo a segunda colocação no horário.
Na nova estreia da reapresentação, em 6 de agosto de 2018, registrou 8,9 pontos de média na Grande São Paulo, segundo dados consolidados do Kantar Ibope Media. Sua maior audiência foi registrada no segundo capítulo com 9,3 pontos. Mas com o passar do tempo os índices foram caindo, passando a ficar entre os 4 e 5 pontos, chegando a 6 em momentos esperados. Na reta final com a exibição de acontecimentos importantes, passou a registrar médias entre 6 e 8 pontos, chegando a picos de 10 pontos. A baixa repercussão da novela se deve pelas críticas negativas a sua escolha, já que o horário da tarde é dominado por entalados mexicanos já consolidados, além das exaustivas reprises, já que Carrossel foi reprisada em duas ocasiões no SBT: 2013, completando exatamente um mês após o seu termino original, mas foi cancelada devido a falta de audiência e 2015 na faixa nobre, mas dessa vez obtendo êxito sendo até mesmo esticada. Além disso, o SBT também passou a explorar a marca Carrossel em outros produtos como Patrulha Salvadora e o desenho animado, desgastando a imagem dos personagens de sucesso da trama, o que também teria sido um fator para afastar o público do horário vespertino. Por conta disso, a novela teve a maioria dos seus capítulos compactados, passando a sofrer vários cortes, frustando também fãs da novela infantil. Seu menor índice foi registrado em 25 de dezembro de 2018 quando cravou 3,7 pontos.  O último capítulo registrou 6,6 pontos. Teve média geral de 6,4 pontos. Apesar de não ter chegado a pontuação esperada de 8 pontos, a trama não alterou o público das novelas da tarde, mas se tornou a novela menos assistida do horário das 18h desde a reprise de Por Teu Amor em 2014.
Em sua quarta reprise, estreou com 2,5 pontos, não alterando os números da faixa do meio dia, porém, teve a menor estreia comparado as suas outras exibições. O terceiro capítulo registrou 3,3 pontos. Em 26 de maio de 2022, bate seu primeiro recorde com 3,5 pontos, alcançando o terceiro lugar. No dia seguinte, bate seu segundo recorde com 3,8 pontos. Em 1 de junho, bate seu terceiro recorde com 3,9 pontos. No dia 24, bate seu quarto recorde com 4 pontos. No dia 26, bate seu quinto recorde com 4,5 pontos. O último capítulo registrou 3,2 pontos. Teve média geral de 3,7 pontos, aumentando os índices da complicada faixa das 12h, apesar de ter seu final antecipado.

### Avaliação em retrospecto
Nilson Xavier, do site UOL, analisou a telenovela após a exibição de seu primeiro capítulo, destacando a fidelidade do texto à versão mexicana: "Todos já sabem o que esperar de Carrossel. Primeiro porque a novela já passou por aqui [...] [e] reúne todos os clichês possíveis e imagináveis quando o roteiro apresenta uma escola com uma professora amorosa que se envolve nos dramas de seus pequenos alunos." Sobre as atuações, o jornalista afirmou: "[...] deve ser complicado dirigir tantas crianças juntas. Algumas estão à vontade. Outras parecem recitar um jogral." Em geral, encerrando, Xavier acabou dizendo: "Carrossel tem um bom acabamento, ficou bonita no vídeo, com bela trilha sonora, abertura, cenografia caprichada, criativos efeitos de passagem de cenas, etc." Outro colunista do portal, Mauricio Stycer, disse que "o SBT é [...] a [emissora] mais mexicana de todas [e] a estreia – e o baita sucesso – da nova versão de Carrossel [..] apenas confirmam o acerto de insistir nesta fórmula. Parece claro que há não apenas público, mas mercado interessados num tipo de programação mais simples, sem o mesmo acabamento oferecido pela concorrência e que produz o efeito de deslocar o espectador no tempo". Já Breno Cunha do site NaTelinha, não hesitou em dizer que a trama surpreendeu pela qualidade técnica e que "essa talvez seja a primeira novela fora da Globo, nesses últimos sete anos - desde que a Record entrou pra valer na briga -, com a qualidade técnica que a rede carioca apresenta em seus folhetins." e complementou "Trilha sonora, jogo de câmera e luz, interpretação dos atores mirins e adultos - apesar de nenhuma estrela da dramaturgia no país -, texto, efeitos sonoros, cenários e figurinos... tudo impecável. Não faltou nada.". O colunista Fernando Oliveira, do site iG, comentou sobre o primeiro capítulo da novela dizendo: "Se há algo para apontar como duvidoso no primeiro capítulo da trama são os diálogos fracos e uma direção de atores frouxa. [e] Tudo é colorido em excesso, lembrando um parque de diversões."

"Carrossel mostrou que o planejamento é fundamental em televisão e que pode gerar audiência e faturamento. Pensar com calma cada lançamento e usar da estratégia de programação só geram resultados positivos. A novela também deixa muito claro uma evolução do SBT em sua dramaturgia e levou a alta cúpula da emissora a dar continuidade a um projeto que resultará em retornos positivos. Pelo visto já foi a época em que o pessoal da Anhanguera abandonava todos os passos dados numa direção para tentar outro caminho. Agora, sabem que é melhor permanecer no traçado estabelecido, na direção que conduz a resultados".

—José Armando Vanucci.
A jornalista Heloisa Tolipan do Jornal do Brasil afirmou que "[Carrossel teve] 310 capítulos que transformaram o panorama  da audiência do SBT, alavancando a emissora em uma cavalgada forte que ameaçou o posto da Record como vice-líder no Ibope nacional." O crítico de televisão José Armando Vanucci opinou sobre o final da trama: "[a telenovela] terminou bonita, com direito ao clássico “viveram felizes para sempre”, sonho das crianças com o futuro, com a possibilidade da volta da professora Helena, homenagem a Hebe Camargo e o show da garotada que conquistou nos últimos meses o telespectador. Foi um capítulo interessante, que mexeu com a emoção e deixou um gosto de quero mais nas crianças." e ainda comentou sobre o êxito da trama dizendo que "a adaptação brasileira desse texto mexicano terminou como um dos produtos mais bem sucedidos do SBT nos últimos anos e como uma grande lição a todos os envolvidos." Jornalistas da revista Caras compararam a história de amor de Helena e Renê com a obra de William Shakespeare, Romeu e Julieta e descreveu dez motivos para haver uma continuação, citando o êxito, o ótimo desempenho e a temática da trama.
A reapresentação da trama dada em 5 de agosto de 2013 recebeu muitas críticas negativas pelo fato da mesma ocorrer nove dias após seu término. João Paulo Dell Salto, do portal RD1 pertencente à iG, comentou que "[a ideia] foi uma falta de criatividade [...] é inadmissível que um erro crasso seja cometido a essa altura do campeonato. Um produto tão vitorioso como Carrossel não merecia ser desgastado numa reprise tão precoce. Nem esperaram o cadáver esfriar." O jornalista ainda ressalvou às exibições de Chiquititas e Rebelde: "[a emissora], no mínimo, dará um tiro em seu pé."

#### Do elenco
De acordo com a revista Conta Mais, Rosanne Mulholland se tornou a queridinha do país e ganhou a simpatia do público. A atriz ainda foi elogiada por Arthur Vivaqua, colunista da iG, em razão de sua compostura sobre seus trabalhos anteriores em filmes adultos. Jorge Brasil, no início da trama, destacou a atuação de Larissa Manoela, Maisa Silva e Lucas Santos mas colocou um ponto negativo em Jean Paulo Campos, comentando: "parece que o menino está anestesiado e fala tudo muito decorado [porém] espero que seja apenas nervosismo e inexperiência e que logo ele entre no pique dos colegas, já que Cirilo é um personagem tão importante à trama", porém na reta final, o jornalista mudou sua opinião e colocou o ator como "afiadíssimo". Ainda comentou sobre a interpretação de Gustavo Wabner e Lívia Andrade dizendo que "são duas boas surpresas [e] se saem bem, toda a equipe é entrosada e merece muito reconhecimento." O jornalista Maurício Stycer falou sobre o elenco infantil: "eles transmitem um misto de despreparo com vontade de agradar que torna tudo muito saboroso" e o elenco adulto: "Rosanne Mulholland, como a professora Helena, embarcou numa linha Branca de Neve de meiguice, que costuma funcionar. Noemi Gerbelli, como a diretora Olívia, parece estar no “Castelo Rá-Tim-Bum” e Ilana Kaplan ainda está contida como a professora Matilde."
Colunistas da UOL escreveram que "a emissora de Silvio Santos revelou novos talentos da dramaturgia [...]" Gabriela Pestana, do portal Ego, opinou sobre o trabalho de Larissa Manoela: "não se deixe levar pela carinha de menina mimada, [ela] é bem mais que isso. Atrás dos óculos recém-adquiridos por conta da miopia está uma atriz com uma carreira precoce [e] fora isso, ainda tem no currículo uma personagem que conquistou os fãs mirins, a Maria Joaquina." Diana Ferreira Neto, da revista Contigo! descreveu Lucas Santos como "o preferido das meninas" e comentou que "apesar de estar iniciando a carreira na teledramaturgia, [ele] já pode orgulhar-se de dizer que entende bem da arte de interpretar." O jornalista Erisson Rosati elogiou Thomaz Costa e o colocou como "galã" e "simpático". Wallace Carvalho do MSN disse que "o elenco infantil de Carrossel deu um banho de interpretação nos adultos". Segundo ele, o núcleo adulto "[entrou] no 'padrão SBT de dramaturgia'. Ou seja, a naturalidade passou longe". Inobstante, ele avaliou que "a versão brasileira é boa se levarmos em conta que está sendo feita pelo SBT".

#### Dobullying
|                                                             |  |  |
| Larissa Manoela e Jean Paulo Campos tematizaram o bullying. |  |  |

Pouco antes à estreia, em fevereiro de 2012, a autora do folhetim, Íris Abravanel, comentou que apesar do remake ser produzido na década de 2010, o bullying seria um dos principais temas a serem tratados, tal que seria o núcleo do negro e pobre Cirilo Rivera e sua paixão pela esnobe Maria Joaquina. Afirmou que esse tema seria bom para os espectadores se conscientizarem do racismo no século XXI.
| “ | Atualizamos a história. Um dos temas que trataremos será o bullying. Quero que essa geração de telespectadores mirins se conscientizem. | ” |

A escritora e assessora de imprensa Juliana Morena, da revista Atrevidinha, caracterizou as cenas de preconceito como uma duas "onze razões para amar Carrossel" e citou a etnia do personagem de Jean Paulo e a obesidade de Laura como problemas da vida real e lições de amizade para os telespectadores da trama. O Jornal da Alterosa de Minas Gerais afirma que "a discussão do bullying sai da ficção e alcança a realidade dos telespectadores mirins, que traduzem para o cotidiano as lições aprendidas na novela" e discute os projetos escolares feitos contra os tipos de preconceito nas escolas.

### Desenho animado,showse produtos
Em 22 de fevereiro de 2013, o SBT confirmou que a emissora, juntamente com o estúdio de desenho animado SuperToons, lançaria o desenho homônimo da trama. A produção teria inicialmente 26 episódios com nove minutos de duração e pretendia-se expandir o desenho para toda a América Latina. O projeto chegou a ser engavetado, mas sua produção foi retomada em 2015 e a estreia ocorre em 2016. O seriado Patrulha Salvadora é outra produção da emissora com parte do elenco da telenovela e foi exibido entre 2014 e 2015.
Em março de 2013, foi anunciado que todos os pais das crianças fizeram um contrato para a estreia de um musical da novela que teve estreia em julho de 2013. Apenas o ator Lucas Santos, que interpretou Paulo Guerra, não acertou sua participação. Segundo o pai de Lucas, ele recebeu uma proposta maior de outra emissora. Os shows têm a produção da XYZ Live. Em 2014, a Televisa convidou o SBT a produzirem Carrossel: O Filme, baseado na série, que poderia ser lançado em junho de 2015. A emissora brasileira temia a superexposição dos atores, que estavam cotados para outros trabalhos futuros. Porém, em dezembro de 2014 o filme começou a ser rodado em São Paulo e foi lançado em julho de 2015.
Após a estreia e grande repercussão da telenovela, as personagens Maria Joaquina, Cirilo, Valéria e Carmem foram fabricados como bonecos para a venda pela empresa Estrela. Cadernos e itens de beleza também foram licenciados. A editora Panini licenciou a marca para a produção álbuns de figurinhas, com 32 páginas e um pôster. Os escritores Paulo Roberto Houch, Daniela Marcos e Eliane Iorio, em parceria com a On Line Editora, elaboraram um livro sobre a telenovela: Carrossel: A Obra Oficial, que retrata em suas páginas histórias, fotos e entrevistas, além de todo o processo de criação da novela infanto-juvenil.

### Prêmios e indicações
No dia 14 de novembro de 2012, a novela ganhou uma menção honrosa no "Festival y Mercado de TV – Ficción Internacional", premiação que acontece anualmente na Argentina. Reynaldo Boury, diretor da produção, agradeceu e destacou o trabalho em equipe pelo sucesso da trama. O festival escolheu as melhores produções de televisão da América Latina e Carrossel ganhou uma menção honrosa como "novela infanto-juvenil". Boury também foi homenageado por seus 58 anos de carreira e deu palestras sobre telenovela.
A personagem de Maísa Silva foi indicada ao Meus Prêmios Nick 2012 na categoria de "Personagem de TV Favorito". Os atores Larissa Manoela e Jean Paulo Campos concorreram à Revelação Infantil do Prêmio Extra de Televisão, o intérprete de Cirilo ganhou o Troféu Raça Negra e a protagonista Rosanne Mulholland conseguiu um dos prêmios Jovem Brasileiro.
Em 2013, o Prêmio Contigo! de TV indicou a trama em diversas categorias, tais como, melhor novela, ator infantil, atriz infantil, autor e diretor. Jean Paulo Campos recebeu o Troféu Imprensa de revelação e Larissa Manoela conseguiu o Troféu Internet, na mesma categoria.
| “ | Quando me contaram, eu não acreditei. Falei: 'Ah, é zueira', até que caiu a ficha. Estou muito feliz, porque o Troféu Imprensa é o Oscar da TV Brasileira. | ” |